# Cours d'Herbouville
Le cours d'Herbouville est un quai en rive droite du Rhône dans le quartier Saint-Clair et le 4e arrondissement de Lyon, en France.

## Situation
Il commence côté aval (au sud) à 150 m en amont du pont de Lattre-de-Tassigny, au coin de la montée Bonafous, au début du quai André-Lassagne,. La montée Bonafous marque aussi la limite avec le 1er arrondissement.
Il se termine côté amont (au nord) au pont Winston Churchill, au coin de la montée de la Boucle (place Adrien Godien), à la fin du cours Aristide-Briand,
.
Sa longueur est d'environ 610 m. Il a 38 numéros de maisons.

## Origine du nom
Cette voie est nommée en référence à Charles Joseph, marquis d'Herbouville (1756-1829), préfet du Rhône pendant l'Empire, membre de l'Académie de Lyon.

## Histoire
Le quai a d'abord été appelé Saint-Clair. Son nom actuel lui a été attribué par délibération du conseil municipal de la Croix-Rousse les 16 juillet et 4 août 1811,.

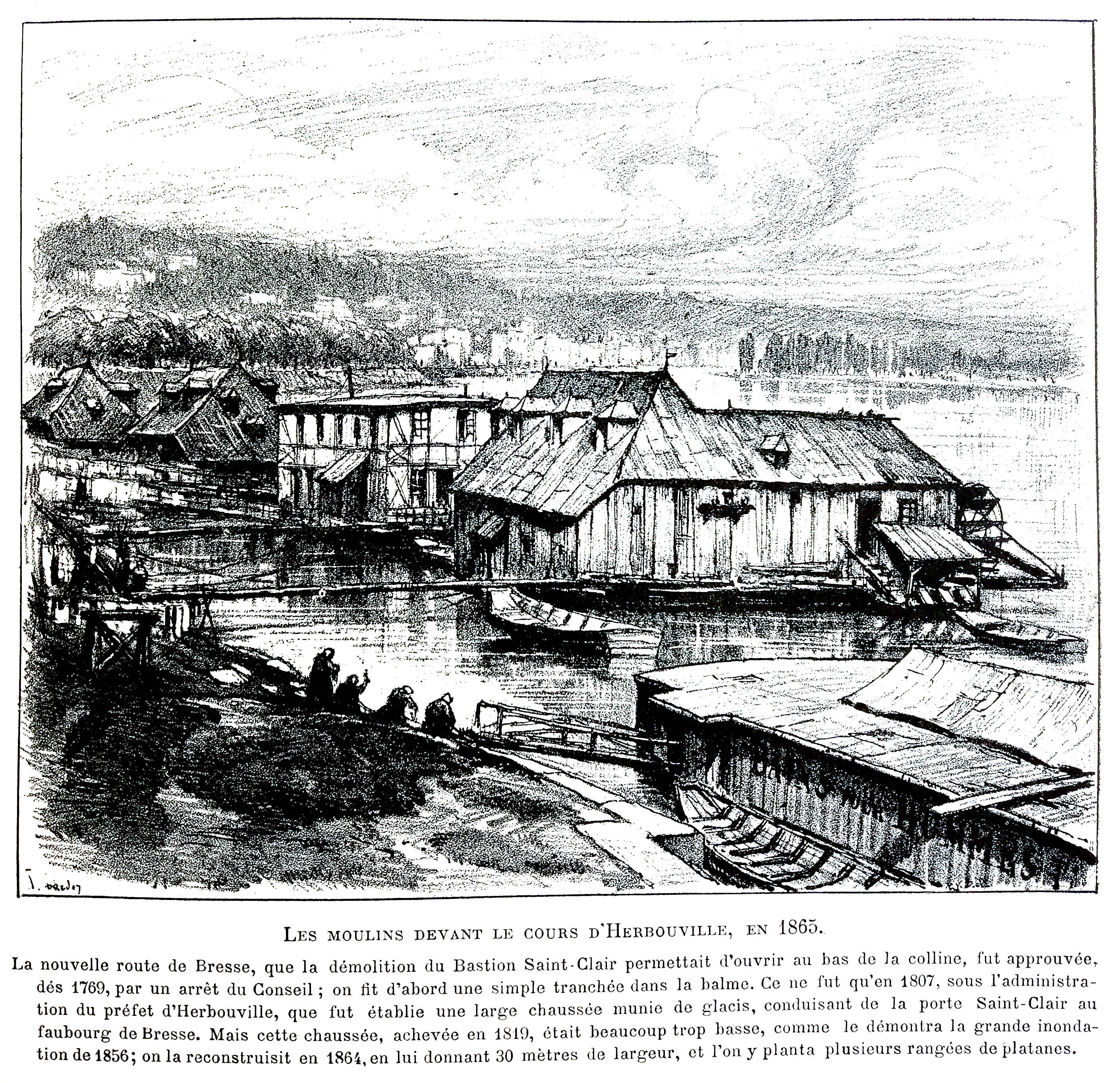
Les moulins devant le cours d'Herbouville, Joannès Drevet, 1901

## Description
Ses maisons sont numérotées d'aval en amont, à l'opposé du sens habituel amont-aval.

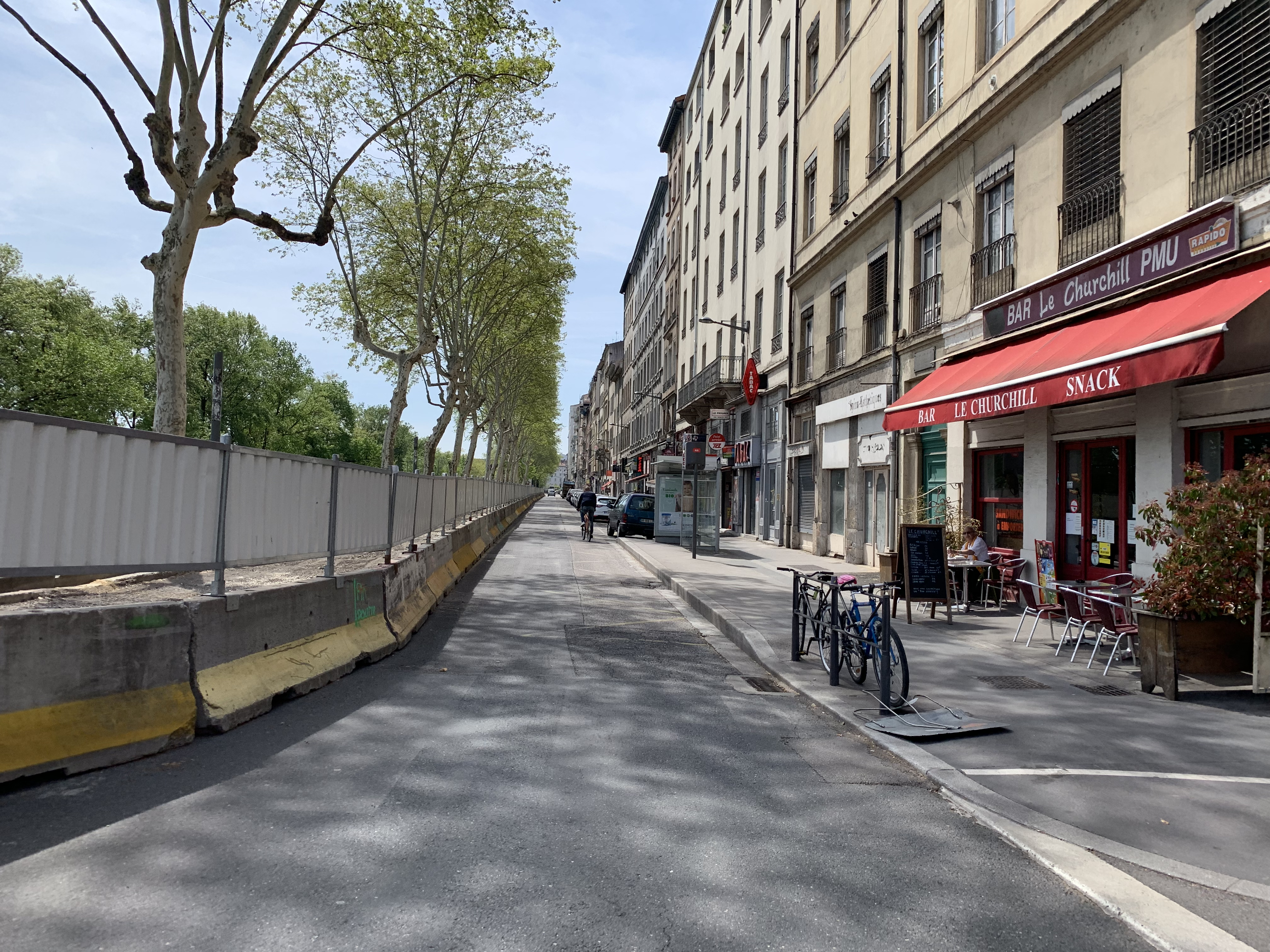
Vue vers l’aval. Le bar Le Churchill est au no 38
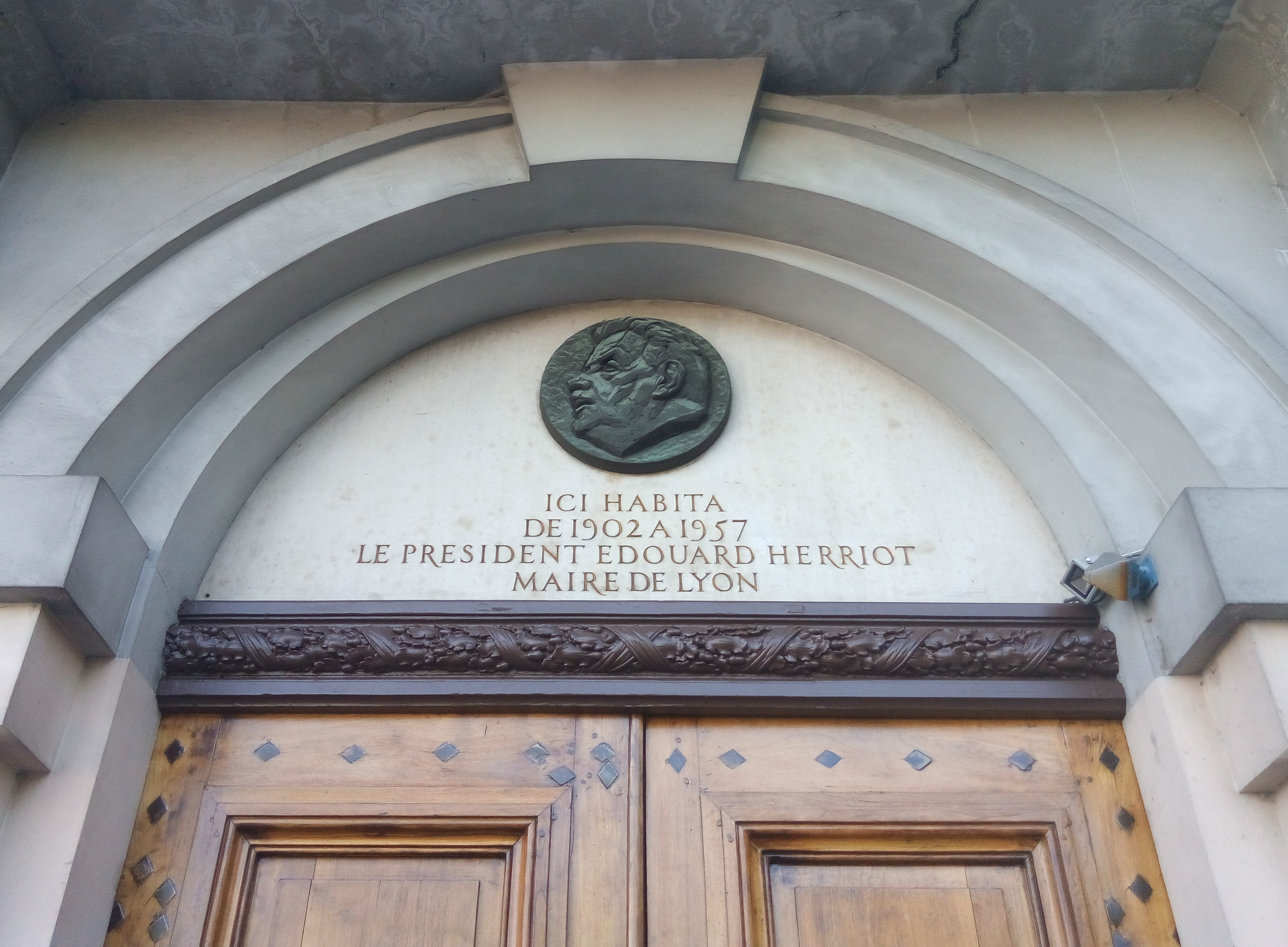
Au no 1 : inscription commémorative Édouard Herriot
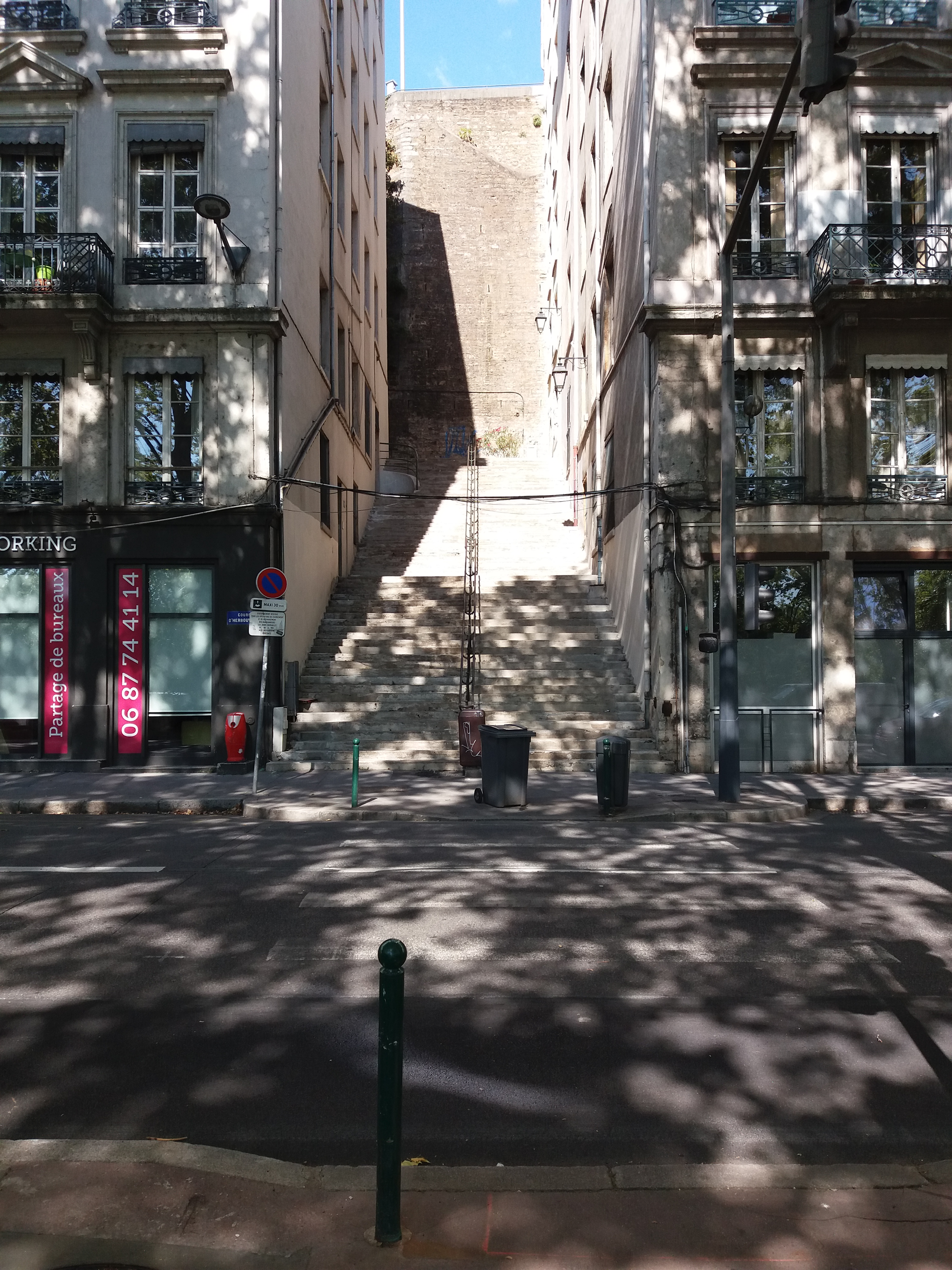
Montée Rater, depuis le cours d'Herbouville